# Scolytus multistriatus
Scolytus multistriatus là một loài côn trùng trong họ Curculionidae. Loài này được Marsham miêu tả khoa học đầu tiên năm 1802.
Đây là loài gây hại của các cây trong chi Ulmus, phát triển phổ biến ở Mexico.